# 肇庆专区
肇庆专区，中华人民共和国广东省已撤消的行政区，在今广东省西部。1961年，原江门专区改名肇庆专区。同时，恢复肇庆市及四会、广宁、恩平、云浮、郁南、德庆6县；由德封、怀集2县析置封开县；撤销广四、德封2县。肇庆专区驻肇庆市。
调整后，肇庆专区辖肇庆、江门2市及高要、新会、台山、开平、高鹤、罗定、新兴、怀集、四会、云浮、郁南、广宁、恩平、封开、德庆15县。
1963年，将江门市及高鹤、新会、台山、开平、恩平5县划归佛山专区。肇庆专区辖1市、10县。
1970年，撤销肇庆专区，改置肇庆地区。 